# هجوم الغردقة (2017)
هجوم الغردقة هو حادث طعن وقع في 14 يوليو 2017 قام به شخص مسلح بسكين في مدينة الغردقة استهدف سائحات أجانب. أسفر الحادث عن مقتل سائحتين ألمانيتي الجنسية وسائحة أخرى تشيكية وإصابة ثلاث سائحات أخريات.

## الهجوم
في 14 تموز/يوليو 2017 قام شاب بالسباحة من شاطئ عام باتجاه منتجع سياحي في الغردقة ثم أخرج سكينا فهاجم به سيدة تشيكية قبل أن ينقض على أخرى أرمينية ثم هاجم مجموعة سائحات أمانيات. فرّ الجاني باتجاه منتج سياحي ثاني قريب من الأول ثم قام بمهاجمة سائحتان عجوزتان من ألمانيا. نجم عن الهجوم مقتل السيدتان الألمانيتان ثم انضافت إلى القائمة السيدة التشيكية الأخرى التي فارقت الحياة في 27 تموز/يوليو في مستشفى في القاهرة متأثرة بجراحِها. توصلت الشرطة لمعرفة مواصفات الجاني وأكدت في وقت لاحق أنه شاب في العشرينيات من عمره؛ كان يَرتدي تي شيرت أسود مع سروال جينز كما سمع البعض سياح المهاجم وهو يقول: «لن أُهاجم المصريين بل سأقتل الكفار أعداء الله.»

## الجاني
تبيّن فيما بعد أن المهاجم شاب يبلغُ من العمر 29 عاما ويُدعى عبد الرحمن شعبان. ذكر بعضٌ من أصدقائه أنه أخبرهم فعلا نيته وعزمه على قتل سائحات ألمانيات في مصر. يقطن عبد الرحمن في محافظة كفر الشيخ وهو أحد خريجي الفرع المحلي من جامعة الأزهر والتي اتُهمت حينها بالتشدد العقائدي والتطرف السياسي.
نشرت قناة دويتشه فيله الألمانية عددًا من التقارير التي تتحدث فيها مع «مصدر مقرب من الجاني» وأكّد لها على تواصل شعبان مع أعضاء من تنظيم الدولة عبر الإنترنت. أكد المصدر أيضًا على أن عبد الرحمن تلقى التعليمات من التنظيم الذي وافاه بكل المعلومات حول مهاجمة السياح الأجانب على شواطئ الغردقة.

## ردود الفعل
طلبت الجمهورية التشيكية في 28 يوليو/تموز من نفس العام من مصر المزيد من التفاصيل حول الهجوم وذلك للنظر في مسألة تعويض عائلات الضحايا.